# دانشگاه کاپلان
دانشگاه کاپلان (KU) یک دانشگاه خصوصی آنلاین بود که متعلق به یکی از شرکت‌های تابعه گراهام هلدینگ است. این دانشگاه به صورت منطقه ای توسط کمیسیون آموزش عالی (یکی از هفت نهاد اصلی اعتباربخشی در ایالات متحده) مورد تأیید قرار گرفته‌است. در سال ۲۰۱۷، دانشگاه کاپلان به مبلغ ۱ دلار به دانشگاه پردو فروخته شد. هدف این کار تبدیل دانشگاه به یک مؤسسه آنلاین غیرانتفاعی بود که اکنون به نام دانشگاه جهانی پردو شناخته می‌شود. این خرید که در آوریل ۲۰۱۷ اعلام شد، در مارس ۲۰۱۸ تکمیل شد